# Фридрих Август (Олденбург)
Вижте пояснителната страница за други личности с името Фридрих Август.
Фридрих Август фон Шлезвиг-Холщайн-Готорп (на немски: Friedrich August von Schleswig-Holstein-Gottorf; * 20 септември 1711, дворец Готорп, Шлезвиг; † 6 юли 1785, Олденбург) от Дом Олденбург, е от 1750 до 1785 г. княз-епископ на Любек, от 1773 до 1785 г. граф на Олденбург и Делменхорст, от 1774/1777 г. първият херцог на Херцогство Олденбург.

## Биография
Той е шестото дете на принц Христиан Август фон Шлезвиг-Холщайн-Готорп (1673 – 1726), протестантски княз-епископ на Любек, и съпругата му маркграфиня Албертина Фридерика фон Баден-Дурлах (1682 – 1755), дъщеря на маркграф Фридрих VII Магнус фон Баден-Дурлах и принцеса Августа Мария фон Шлезвиг-Холщайн-Готорп. Неговата племенница е руската императрица Екатерина II Велика.
През 1774 г. графството Олденбург е издигнато от император Йозеф II на имперско графство и веднага се нарича Херцогство Олденбург.
Погребан е в княжеския епископски мавзолей в катедралата на Любек. След смъртта му неговият племенник Петер I, син на брат му Георг Лудвиг (1719 – 1763), поема регентството за душевно болния му син Петер Фридрих Вилхелм.

## Фамилия
Фридрих Август се жени на 21 ноември 1752 г. в Касел за принцеса Улрика Фридерика фон Хесен-Касел (* 31 октомври 1722, † 28 февруари 1787), дъщеря на ландграф Максимилиян фон Хесен-Касел (1689 – 1753) и Фридерика Шарлота фон Хесен-Дармщат (1698 – 1777), дъщеря на ландграф Ернст Лудвиг от Хесен-Дармщат. Те имат три деца: 
- Петер Фридрих Вилхелм (1754 – 1823), формално вторият херцог на Олденбург, планувана женитба за Шарлота Вилхелмина фон Хесен-Дармщат
- Луиза Каролина (1756 – 1759)
- Хедвиг Елизабет Шарлота (1759 – 1818), омъжена на 7 юли 1774 г. в Стокхолм за Карл XIII (1748 – 1818), крал на Швеция